# Meu Diário no Fim do Mundo: Edição Futebol (2020)

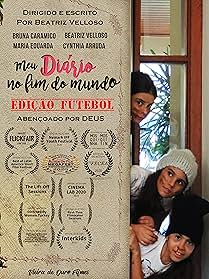
Banner do curta meu diário no fim do mundo: edição futebol 2020

Meu diário no fim do mundo: edição futebol, lançado em 2020 pela produtora vieira de ouro filmes, é uma obra cinematográfica que combina elementos de comédia, drama e temática cristã. Com duração de 10 minutos, o filme dirigido e roteirizado por Beatriz Figueira Velloso cativa pela sua abordagem sensível e inspiradora. Destinado a um público amplo, mas não recomendado para menores de 10 anos, o curta utiliza um cenário pós-apocalíptico para explorar temas como amizade, resiliência e a busca por momentos de felicidade mesmo nas circunstâncias mais adversas. Seu lançamento ocorreu em 18 de março de 2020, marcando uma contribuição significativa para o cinema independente brasileiro.

## Sinopse
Em um mundo pós-apocalíptico, Marisbela, Nicole e Alice encontram refúgio nas páginas de um diário onde registram suas aventuras e desafios. A narrativa mostra que, mesmo nos momentos mais difíceis, a felicidade e a esperança podem florescer através da amizade e da paixão pelo futebol.

## Elenco
- Bruna Caramico como Marisbela
- Beatriz Figueira Velloso como Nicole
- María Eduarda Marques como Alice
- Cynthia Arruda como Letícia

## Equipe técnica
- Música Original: Débora Ribeiro de Almeida, Leo Victor de Carvalho
- Direção de Fotografia: Rafael Simberg
- Co-direção de Fotografia: Lucas Tadeu, Douglas Oliveira
- Edição: Rafael Simberg

## Produção e desenvolvimento
Meu diário no fim do mundo: edição futebol (2020) é uma continuação direta do curta-metragem meu diário no fim do mundo, levemente baseado no livro homônimo escrito por Rafael Simberg. Após o sucesso do primeiro filme, Beatriz Figueira Velloso, com 11 anos na época, assumiu a direção e o roteiro desta edição. As filmagens ocorreram em um único dia, 29 de junho de 2019, com um orçamento modesto.

## Reconhecimentos e prêmios
O curta-metragem recebeu reconhecimento em vários festivais de cinema, incluindo:
- Segundo melhor filme no FEST & ARTE - O Festival de espetáculos teatrais e arte, realizado em dezembro no centro cultural municipal parque das ruínas, em Santa Teresa, Rio de Janeiro. Este festival é conhecido por promover a diversidade cultural e democratizar o acesso à arte.
- Prêmio gomezito/destaque fotografia no 19º festival nacional de cinema estudantil de Guaíba, realizado em Guaíba, Rio Grande do Sul. Este festival, reconhecido por incentivar a produção audiovisual como parte integrante do currículo escolar, atrai participantes de mais de cem países.
- Melhor direção e roteiro juvenil no hollywood dreams international film festival and writers' competition. Este festival é dedicado ao movimento, à linguagem e ao poder do filme, do vídeo e da palavra escrita, conectando pessoas universalmente através do cinema. Mais informações sobre o festival estão disponíveis no site oficial do hollywood dreams international film festival.

## Festivais e exibições
Além do FEST & ARTE e do cine las americas international film festival (CLAIFF), o curta-metragem foi exibido em vários outros festivais internacionais. A participação nesses eventos ajudou a consolidar sua posição no cenário do cinema independente. Também foi destacado na competição de cinema juvenil emergência do CLAIFF, que apresenta obras de cineastas com 19 anos ou menos.
A produção foi finalista na categoria jovem vista na seleção oficial 2020 do directed by women turkey, parte do 2º Festival Internacional de curtas-metragens de diretoras femininas, realizado de 10 a 13 de setembro de 2020 no centro de arte kadıköy yeldeğirmeni, em Istambul, Turquia. Este festival ocorre simultaneamente em vários países, incluindo EUA e Espanha, promovendo o trabalho de diretoras femininas ao redor do mundo.
Também foi destacado na 13ª MOSCA Online, realizada de 27 de novembro a 12 de dezembro, organizada pelo Ministério do Turismo e pela Romã Produtora Cultural. O evento incluiu a segunda sessão das mostras MOSQUINHA e MOSQUITIN, no YouTube, que apresentaram filmes inscritos e filmes produzidos na oficina "Set Mosquinha / Mosquitin", dirigida por Mariana Vieira, na categoria MOSQUITIN POP (11 a 14 anos). Mais detalhes sobre a MOSCA Online podem ser encontrados no site oficial do evento.
Foi mencionado no site EIN presswire durante a cobertura do 11º festival anual de cinema de diversidade juvenil (YDFF) organizado pelo black hollywood education and resource center (BHERC). O festival destacou filmes diversos e talentosos, incluindo esta produção, como parte dos filmes selecionados que representam a diversidade cultural e as vozes únicas dos jovens cineastas. Você pode encontrar mais informações sobre o evento e a menção do filme aqui: youth filmmakers share hopes for the future and social justice at BHERC youth diversity film festival closing ceremony.

## Recepção da crítica
O curta foi elogiado pela crítica por sua abordagem sensível e inovadora de temas complexos como a resiliência e a esperança em tempos de adversidade. A direção de Beatriz Figueira Velloso e as atuações do elenco principal receberam destaque, consolidando o filme como uma obra significativa no cenário do cinema independente brasileiro.

## Disponibilidade
Meu diário no fim do mundo: edição futebol está disponível em diversas plataformas de vídeo, incluindo Vimeo, Dailymotion e YouTube.